# Ultra Air
Ultra Air foi uma companhia aérea de ultra baixo custo colombiana, fundada em Rionegro, Antioquia pelo empresário William Shaw, Fundador de Viva Air e Oscar Herrera. Operava a partir do Aeroporto José María Córdova como base principal.
Iniciou operações em 23 de fevereiro de 2022 com voos de Bogotá a Medellín e San Andrés. Em pouco tempo, passou a operar 29 rotas nacionais e 15 internacionais.
No dia 29 de março de 2023 suspendeu todas as suas operações depois de anunciar o cancelamento dos voos devido a graves problemas econômicos na companhia aérea.
No final do 2020 William Shaw anunciou que tinha exposto em audiência pública ante a Aeronáutica Civil um novo plano de negócio para o transporte aéreo de passageiros e carga chamado Ultra Air. Esperava-se que a companhia iniciasse suas operações em meados do 2021, no entanto isto não foi possível.
Somente em dezembro de 2021 chegou à Colômbia o primeiro avião que antes pertencia à companhia IndiGo para ser usado pela empresa.
O início de venda de passagens ao público foi no dia 12 de fevereiro de 2022, e no dia 18 do mesmo mês realizou-se o voo inaugural para a imprensa e as autoridades locais e nacionais, que partiu do aeroporto José María Córdova em Medellín.
Em março de 2023, surgiram rumores da fragilidade financeira da empresa e de que a companhia aérea low cost chilena JetSMART compraria 100% das suas ações, mas o negócio foi cancelado. No dia 29, a Ultra Air anunciou a suspensão das operações na Colômbia, com efeito imediato, piorando a crise aérea colombiana que ainda sofria os impactos da quebra da Viva Air, um mês antes. O Ministro de Transporte de Colômbia anunciou uma investigação da empresa por seguir vendendo passagens até o último momento, mesmo quando a suspensão já era eminente.
A aerolínea iniciou operações com uma frota uniforme de Airbus A320 em seu modelo de baixo custo, configurada com uma cabine única. Está composta pelas seguintes aeronaves:
| Aeronaves       | Em serviço | Pedidos | Passageiros (classe única) | Matrículas | Antiguidade |
| --------------- | ---------- | ------- | -------------------------- | ---------- | ----------- |
| Airbus A320-200 | —          | —       | 180                        | HK-5393    | 17,1 anos   |
| Airbus A320-200 | —          | —       | 180                        | HK-5394    | 12,5 anos   |
| Airbus A320-200 | —          | —       | 180                        | HK-5395    | 16,1 anos   |
| Airbus A320-200 | —          | —       | 180                        | HK-5396    | 12,6 anos   |
| Airbus A320-200 | —          | —       | 180                        | TOTAL      | 4           |

Desde o dia 12 de fevereiro de 2022, iniciou a venda de passagens para 7 destinos na Colômbia atendidos com 9 rotas da seguinte maneira, depois foram-se incorporando rotas adicionais até completar 10 destinos atendidos com 13 rotas:
| País                                        | Cidade                                      | Código de aeroporto                         | Código de aeroporto                         | Aeroporto                                         | BOG                                         | CTG                                         | MDE                                         | SMR                                         | Outros                                      | Rotas                                       | Notas                                       |  |
| País                                        | Cidade                                      | IATA                                        | ICAO                                        | Aeroporto                                         | BOG                                         | CTG                                         | MDE                                         | SMR                                         | Outros                                      | Rotas                                       | Notas                                       |  |
| Destinos domésticos (10 destinos, 13 rotas) | Destinos domésticos (10 destinos, 13 rotas) | Destinos domésticos (10 destinos, 13 rotas) | Destinos domésticos (10 destinos, 13 rotas) | Destinos domésticos (10 destinos, 13 rotas)       | Destinos domésticos (10 destinos, 13 rotas) | Destinos domésticos (10 destinos, 13 rotas) | Destinos domésticos (10 destinos, 13 rotas) | Destinos domésticos (10 destinos, 13 rotas) | Destinos domésticos (10 destinos, 13 rotas) | Destinos domésticos (10 destinos, 13 rotas) | Destinos domésticos (10 destinos, 13 rotas) |  |
| ------------------------------------------- | ------------------------------------------- | ------------------------------------------- | ------------------------------------------- | ------------------------------------------------- | ------------------------------------------- | ------------------------------------------- | ------------------------------------------- | ------------------------------------------- | ------------------------------------------- | ------------------------------------------- | ------------------------------------------- |  |
| Colombia Colombia                           | Barranquilla                                | BAQ                                         | SKBQ                                        | Aeroporto Internacional Ernesto Cortissoz         |                                             |                                             | •                                           |                                             |                                             | 1                                           |                                             |  |
| Colombia Colombia                           | Bogotá                                      | BOG                                         | SKBO                                        | Aeroporto Internacional O Dourado                 |                                             | •                                           | •                                           | •                                           | ADZ, CLO                                    | 5                                           |                                             |  |
| Colombia Colombia                           | Cali                                        | CLO                                         | SKCL                                        | Aeroporto Internacional Alfonso Bonilla Aragón    | •                                           |                                             |                                             |                                             |                                             | 1                                           |                                             |  |
| Colombia Colombia                           | Cartagena                                   | CTG                                         | SKCG                                        | Aeroporto Internacional Rafael Núñez              | •                                           |                                             | •                                           |                                             | PEI                                         | 3                                           |                                             |  |
| Colombia Colombia                           | Cúcuta                                      | CUC                                         | SKCC                                        | Aeroporto Internacional Camilo Daza               |                                             |                                             | •                                           |                                             |                                             | 1                                           |                                             |  |
| Colombia Colombia                           | Medellín (HUB)                              | MDE                                         | SKRG                                        | Aeroporto Internacional José María Córdova        | •                                           | •                                           |                                             | •                                           | ADZ, BAQ, CUC, MTR                          | 7                                           |                                             |  |
| Colombia Colombia                           | Montería                                    | MTR                                         | SKMR                                        | Aeroporto Internacional Os Garzones               |                                             |                                             | •                                           |                                             |                                             | 1                                           |                                             |  |
| Colombia Colombia                           | Pereira                                     | PEI                                         | SKPE                                        | Aeroporto Internacional Matecaña                  |                                             | •                                           |                                             | •                                           |                                             | 2                                           |                                             |  |
| Colombia Colombia                           | San Andrés                                  | ADZ                                         | SKSP                                        | Aeroporto Internacional Gustavo Vermelhas Pinilla | •                                           |                                             | •                                           |                                             |                                             | 2                                           |                                             |  |
| Colombia Colombia                           | Santa Marta                                 | SMR                                         | SKSM                                        | Aeroporto Internacional Simón Bolívar             | •                                           |                                             | •                                           |                                             | PEI                                         | 3                                           |                                             |  |
| Colombia Colombia                           | Total: 10 destinos, 1 país, 13 rotas        | Total: 10 destinos, 1 país, 13 rotas        | Total: 10 destinos, 1 país, 13 rotas        | Total: 10 destinos, 1 país, 13 rotas              | Última actualização: 7 de outubro de 2022   | 5                                           | 3                                           | 7                                           | 3                                           | 8                                           | 26                                          |  |

## Cronologia de rotas
| Rotas ativas                             | Rotas ativas                             | Rotas ativas            | Rotas ativas            | Rotas ativas            | Rotas ativas            | Rotas ativas            |
| Origem                                   | Destino                                  | Data de início          | Data de início          | Data de suspensão       | Duração                 | Ref.                    |
| ---------------------------------------- | ---------------------------------------- | ----------------------- | ----------------------- | ----------------------- | ----------------------- | ----------------------- |
| Bogotá                                   | Medellín                                 | 23 de fevereiro de 2022 | 23 de fevereiro de 2022 | 29 de março de 2023     | 1 ano, 1 mês e 6 dias   | [ 14 ]                  |
| Bogotá                                   | San Andrés                               | 23 de fevereiro de 2022 | 23 de fevereiro de 2022 | 29 de março de 2023     | 1 ano, 1 mês e 6 dias   | [ 14 ]                  |
| Bogotá                                   | Cartagena                                | 24 de fevereiro de 2022 | 24 de fevereiro de 2022 | 29 de março de 2023     | 1 ano, 1 mês e 5 dias   | [ 14 ]                  |
| Bogotá                                   | Cali                                     | 25 de fevereiro de 2022 | 25 de fevereiro de 2022 | 29 de março de 2023     | 1 ano, 1 mês e 4 dias   | [ 14 ]                  |
| Bogotá                                   | Santa Marta                              | 28 de fevereiro de 2022 | 28 de fevereiro de 2022 | 29 de março de 2023     | 1 ano, 1 mês e 1 dia    | [ 14 ]                  |
| Medellín                                 | Cartagena                                | 24 de fevereiro de 2022 | 24 de fevereiro de 2022 | 29 de março de 2023     | 1 ano, 1 mês e 5 dias   | [ 14 ]                  |
| Medellín                                 | Santa Marta                              | 24 de fevereiro de 2022 | 24 de fevereiro de 2022 | 29 de março de 2023     | 1 ano, 1 mês e 5 dias   | [ 14 ]                  |
| Medellín                                 | San Andrés                               | 7 de outubro de 2022    | 7 de outubro de 2022    | 29 de março de 2023     | 5 meses e 22 dias       | [ 15 ]                  |
| Medellín                                 | Barranquilla                             | 8 de outubro de 2022    | 8 de outubro de 2022    | 29 de março de 2023     | 5 meses e 21 dias       | [ 15 ]                  |
| Medellín                                 | Montería                                 | 8 de outubro de 2022    | 8 de outubro de 2022    | 29 de março de 2023     | 5 meses e 21 dias       | [ 15 ]                  |
| Medellín                                 | Cúcuta                                   | 8 de outubro de 2022    | 8 de outubro de 2022    | 29 de março de 2023     | 3 meses e 21 dias       | [ 15 ]                  |
| Pereira                                  | Cartagena                                | 24 de fevereiro de 2022 | 24 de fevereiro de 2022 | 29 de março de 2023     | 1 ano, 1 mês e 5 dias   | [ 14 ]                  |
| Pereira                                  | Santa Marta                              | 28 de fevereiro de 2022 | 28 de fevereiro de 2022 | 29 de março de 2023     | 1 ano, 1 mês e 1 dia    | [ 14 ]                  |
| Última actualização: 29 de março de 2023 | Última actualização: 29 de março de 2023 | Total rotas: 0 activas. | Total rotas: 0 activas. | Total rotas: 0 activas. | Total rotas: 0 activas. | Total rotas: 0 activas. |